# Дженнерстаун (Пенсільванія)
Дженнерстаун (англ. Jennerstown) — місто (англ. borough) в США, в окрузі Сомерсет штату Пенсільванія. Населення — 678 осіб (2020).

## Географія
Дженнерстаун розташований за координатами 40°9′48″ пн. ш. 79°3′40″ зх. д. / 40.16333° пн. ш. 79.06111° зх. д. (40.163279, -79.061039).  За даними Бюро перепису населення США в 2010 році місто мало площу 5,15 км², з яких 4,98 км² — суходіл та 0,17 км² — водойми.

## Демографія
Згідно з переписом 2010 року, у селищі мешкало 695 осіб у 293 домогосподарствах у складі 205 родин. Густота населення становила 135 осіб/км².  Було 346 помешкань (67/км²).
Расовий склад населення:
| - 98,7 % — білих - 0,1 % — чорних або афроамериканців |

До двох чи більше рас належало 1,2 %. Частка іспаномовних становила 0,4 % від усіх жителів.
За віковим діапазоном населення розподілялося таким чином: 20,9 % — особи молодші 18 років, 63,6 % — особи у віці 18—64 років, 15,5 % — особи у віці 65 років та старші. Медіана віку мешканця становила 44,4 року. На 100 осіб жіночої статі у селищі припадало 100,9 чоловіків;  на 100 жінок у віці від 18 років та старших — 98,6 чоловіків також старших 18 років.
Середній дохід на одне домашнє господарство  становив 62 476 доларів США (медіана — 45 885), а середній дохід на одну сім'ю — 77 224 долари (медіана — 56 250). За межею бідності перебувало 7,1 % осіб, у тому числі 3,9 % дітей у віці до 18 років та 3,1 % осіб у віці 65 років та старших.
Цивільне працевлаштоване населення становило 286 осіб. Основні галузі зайнятості: освіта, охорона здоров'я та соціальна допомога — 24,8 %, транспорт — 12,6 %, роздрібна торгівля — 12,6 %.